# 音川温泉
音川温泉（おとがわおんせん）は、富山県富山市婦中町牛滑（旧国越中国）にあった温泉。温泉名はこの地域の旧村名に由来する。

## 泉質
音川温泉には1号井（深さ6m）と2号井（深さ1,000m）の2本の源泉が存在していた。
- アルカリ性単純温泉（2号井）[1][3]
  - 源泉温度36.4℃[1]

なお、1号井は、鉄IIイオン含有量で該当する温泉法上の温泉の源泉である。
リウマチ、神経痛、痔疾、婦人病、病後回復、筋肉痛、五十肩、打ち身、くじき、冷え症、腰痛、運動器障害、消化器疾患、末梢循環障害などの効能があった。

## 歴史
江戸時代は『牛滑鉱泉』と呼ばれており、江戸期には村人が当温泉を薬湯としていた。
1976年（昭和51年）1月に入ってから京都府の大京開発の依頼で富山市のアオイ開発が婦中町（当時）牛滑地区の旧牧場地にて試堀を行い、1977年（昭和52年）に1,000mの深さで泉温36.4℃、毎分57リットルの単純泉が湧き出た。京都府の大京興業が建設し、1978年（昭和53年）6月18日に総面積13万m2の敷地の一画に一軒宿の『音川温泉小串旅館』が開業し（旅館名は経営者の名前から）、開湯。和風2階建てで旅館は120人収容、120畳敷大広間、45畳敷中広間、個室36室で、大浴場の他にゲームコーナーや売店があった。建物、料理、土産全て京風の純日本調にしているのが特色で、中でも京呉服は常時展示室に飾り販売されていた。洗い場は鉄平石の乱敷き、浴槽の縁に黒御影石を配し、浴槽の奥は人頭大の石を腰高まで積み、男女の隔壁は碁盤大の岩を5、6段の高さに積み上げ、豪壮な雰囲気を出していた。
また、京呉服を取り寄せて市価の半額で展示即売していた。
2004年（平成16年）9月のおわら風の盆の後に休業していたが、同じ年11月28日午前0時半頃に鉄骨コンクリート2階建て本館（1,372m2）が焼失（渡り廊下で結ばれた別館は無事、休業中かつ経営者も11月27日午前から外出していたため人的被害なし）、現在は更地になっている。

## 温泉街
一軒宿の『音川温泉小串旅館』のみが存在していた。

## 周辺
- 県民公園頼成の森[5]
- 音川観光農園[5]

## アクセス
- 鉄道：高山本線千里駅よりタクシーで約15分。